# Tatra T5C5
Tatra T5C5 (podtyp tramvaje T5) je typ tramvaje, vyráběný podnikem ČKD Praha, závod Tatra Smíchov na přelomu 70. a 80. let 20. století. Dodavatelem elektrické výzbroje byl závod Trakce.

## Konstrukce
Tramvaj T5C5 byla vyvinuta na popud města Budapešť. V její tramvajové síti neexistovaly až na výjimky smyčky, takže dopravní podnik musel nakupovat prakticky pouze obousměrné vozy. V 70. letech, kdy již téměř všichni výrobci vyráběli už pouze jednosměrná vozidla, potřebovala Budapešť nutně obnovit svůj vozový park. Vše se vyřešilo až typem T5C5. Jde o jednosměrný čtyřnápravový motorový tramvajový vůz vybavený ale dveřmi na obou stranách vozidla, takže lze vytvořit obousměrnou soupravu tramvajemi spřaženými zadními čely k sobě. Přinesl ale také několik novinek uvedených níže.
Skříň vozu typu T5
Jedná se o první sériové využití skříně Tatra T5. Skříň byla ocelová, celosvařovaná z válcovaných a lisovaných profilů s obložením z hladkých ocelových plechů. V době vzniku byly hranaté tvary módní. Cestující jistě ocenili velká okna 1700 × 1100 mm, která i stojícím osobám umožňovala dobrý výhled. Podlahový rám umožňoval rozčlenit výzbroj do separátních celků, které se uzavřely do samostatných kontejnerů a zavěsily pod rám. S tím souvisela i konektorizace, která zjednodušovala montáž. Ovšem vzhledem k trojici dveří na obou stranách vozu, bylo rozmístění jakékoliv elektrické výzbroje ve spodní části omezené a problematické.
Elektrická výzbroj UB22
Jedním z požadavků odběratele byly hospodárné stupně pohonu. Protože se tyristorová výzbroj pod vůz nevešla, zvolila se výzbroj klasická stykačová sérioparalelní (můstkové zapojení s přechodovou diodou; viz. Změna řazení motorů).
Dle typového listu výrobců Tatra a Trakce je počet sériových kroků 17, paralelních 11 a kroků se zeslabeným polem 4. Počet brzdových kroků je 21. (Výraz „krok“ místo stupeň je použit z důvodu využití výrazu „stupeň“ u řadiče a záměna by mohla být matoucí). Elektromechanický povelový válec pro spínání stykačů se neosvědčil (výzbroj UB20-P), byla proto zvolena jeho elektronická verze (regulátor / registr), ovšem v té době drahá (výzbroj UB22-P). Z důvodu navýšení ceny 2. série vozů byla zákazníkem početně zredukována dodávka. [1] [2]
Ruční řadič HH 78

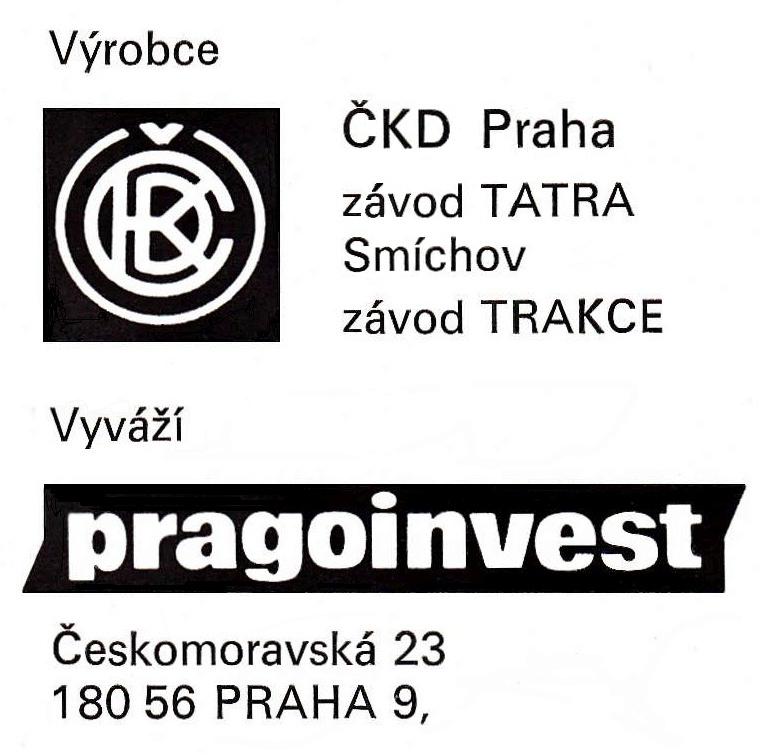
Část historického poutače

Prvně byl na voze využit ruční řadič. Ovládací páka měla 7 základních poloh:
- V – nouzové brzdění: (max. provozní brzdění + kolejnicové brzdy); 2 stupně
- F – provozní brzdění: (od 180 A do 500 A); 5 stupňů
- 0 – základní pozice: (výběh / vypnuto)
- T – pojezd: (např. pojíždění ve vozovně, testování; 50 A); 1 stupeň
- S – série: (sériové spojení trakčních motorů, od 100 A do 200 A); 4 stupně
- P – paralel: (paralelní spojení dvojic motorů, 400 A); 1 stupeň
- Sh – shunty: (P + zeslabené pole motorů, max. 50 %; 540 A); 1 stupeň

Zadání nouzového brzdění bylo odpružené a po uvolnění páky řadiče se vracelo do max. brzdy. Nulová poloha byla slabě aretována a pro její překonání byla třeba mírná síla. Základní stupně měly drobnou aretaci a tím řidiče informovaly o poloze páky. Sériové stupně byly čtyři (hospodárné), s různou velikostí proudů.
Při přechodu sériové čtveřice motorů na dvě paralelní dvojice, regulátor nastavil takové zařazení předřadných rezistorů trakčních motorů, aby oběma paralelními větvemi tekly poloviční proudy. Po přepojení následovalo opětné vyřazování rezistorů (omezené proudem 400 A) až do jejich úplného vyzkratování, kdy se motory dostávají na vlastní otáčkovou charakteristiku.
Řidič měl možnost měnit velikost rozjezdového / brzdového proudu a omezit rozjezdový pochod na hospodárných stupních. Tedy volit nejen zrychlení, ale i rovnovážnou rychlost volbou série, paralelu, nebo šuntování (motory běží na rozdílných otáčkových charakteristikách).
Při vyklopení páky řadiče doleva, bylo při brzdě zastaveno vyřazování brzdových rezistorů (vhodné např. pro spádovou brzdu), v nulové pozici mechanické brzdy odbrzdily a v jízdní pozici se zpomalil postup rozjezdu (půlení rozjezdového proudu). [5]
Statický měnič 2UKSBR-DB, trakční motory TE 023, stykače SA 15
Prvně byl využit statický měnič 600 V / 26 V, 150 A, prvně též trakční motory TE 023 s vlastní ventilací. Obě funkce motorgenerátoru (napájení a ventilace) byly plně nahrazeny. Trakční stykač SA15 byl zkonstruován pro spínání jednotlivých proud omezujících rezistorů. Vynikal rychlostí (spínací čas <80 ms), méně už spolehlivostí. [1] [2] [3]

## Prototypy
V roce 1978 byly vyrobeny dva prototypy označené evidenčními čísly 8011 a 8012 Po nutných zkouškách se oba vozy dostaly ještě téhož roku do Budapešti, kde obdržely ev. č. 4000 a 4001 Oba vozy byly zařazeny do provozu v roce 1979 jako školní souprava. Od roku 1980 je souprava v běžném provozu.

## Provoz
V letech 1978–1984 bylo vyrobeno celkem 322 vozů. První série o 170 vozech proběhla v roce 1980, druhá o 150 vozech v roce 1984.
Okolo roku 2000 vzniknul renovovaný interiér pro cestující, který byl využit na inovaci původních vozů, avšak převzaly ho i následné modernizace. Odlišnosti byly spíše jen v barevnosti a vybavenosti. Od roku 2002 potom postupně byly modernizovány vozy ve třech fázích na typy ČKD-BKV Tatra T5C5K, T5C5K2 a T5C5K2M. [4]

| Současný stát | Město    | Článek | Typ   | Roky dodávek   | Počet vozů | Evidenční čísla při dodání          | Poznámky                    |
| ------------- | -------- | ------ | ----- | -------------- | ---------- | ----------------------------------- | --------------------------- |
| Maďarsko      | Budapešť | článek | T5C5H | 1978 1980 1984 | 322 kusů   | 4000 – 4001 4002 – 4171 4200 – 4349 | prototypy 1. série 2. série |

Poznámky
Vozy T5C5 jezdí v Budapešti ve dvou- či tří-vozových soupravách. Výzbroj je ale přizpůsobena pro řízení až 4 spřažených vozů, přičemž jen 2 vozy mohou být napájeny z jednoho sběrače.
Podvozky vozu měly železniční dvojkolí s pružnými vložkami. Tramvajová síť v Budapešti byla (a snad stále je), v nočních hodinách využívána pro vlečkový provoz. Místní továrny v tomto čase vyvážejí / zavážejí potřebné suroviny, produkty a další prostředky. Vlečky jsou navázány na kolejovou síť DP, která k tomu byla uzpůsobena. No a profil obruče kola musí být kompatibilní s profilem kolejnice. Samozřejmě že souběžný provoz vlečkový není s tramvajovým možný.
Udávaná cena za vůz: pro ev. č. 4002–4171 byla zaváděcí cena 84 000 rublů (cca jeden a půl milionu forintů), pro ev. č. 4200–4349 v roce 1984 cena 142 800 rublů. Navýšení o 70%.
Pro muzejní účely byly vybrány vozy: 4000 (prototyp), 4171, 4200 (první), 4349 (poslední z 2. série), které mají být ponechány v původním stavu.

## Modernizace
Modernizace realizované v rámci generálních oprav vozů
Od roku 2002 bylo 80 tramvají zmodernizovaných na typ Tatra T5C5 K (K = korszerűsített = modernizované): Týkalo se to především systému pohonu (trakční výzbroj IGBT s rekuperací). Pro dodávku pulzního řízení a generálku trakčních motorů byla vybrána firma Ganz-Transelektro patřící do Ganz holdingu. Po rozpadu v roce 2006 sekci trakčních pohonů převzala Škoda Electric a.s. a patří nyní pod názvem „Ganz – Skoda Electric“ do struktury Škoda Group). Jako prototypy posloužily vozy č.4314 a č.4333. Modernizace se dále týkaly kabiny řidiče (nový pult řízení, sedadlo řidiče, motorické stahování pantografu, velkoplošná vyhřívaná zrcátka); dále interiéru pro cestující (čalouněná sedadla s textilním potahem, nový informační systém vnitřní i vnější, dveřní systém s vnějšími i vnitřními tlačítky pro jednotlivé otevření dveří a ochranou proti sevření, podélně rýhovaná pryžová podlahovina byla nahrazena protiskluzovým typem Altro, změnilo se uspořádání svislých přídržných tyčí pro stojící a u stropních držadel i typ). Ubylo jedno dvojsedadlo u prostředních dveří, aby uvolnilo prostor pro kočárek a „tandemové“ dvojsedadlo pak bylo otočeno do protisměru, aby doprovod mohl sedět i sledovat kočárek. Koutek byl oddělen průsvitnou „kouřovou“ zástěnou.
Většina oprav, úprav vycházela z provozního opotřebení, nových požadavků, ale i trendů doby a provádí se periodicky po najetí výrobcem předepsaného počtu km. Zde ale nad tento běžný rámec vystupovaly změna pohonu, řídícího systému a zřejmě pro odlišení i „oranžový interiér“ oproti „šedivému“, u jen inovovaných vozů T5C5. Modernizacím typu -K se věnuje blog (Tatra se neztratila, jen se proměnila) [6] sice v maďarštině, ale obrázky jsou vždy nejvíce vypovídající, sami porovnáte  originální i inovovaný interiér. Modernizace typu -K skončily (nevyjasněně) v roce 2004. Nepotvrzené informace avšak ze spolehlivých zdrojů říkají, že nebyla spokojenost s očekávanou  plynulostí jízdy. [6]
V roce 2010 vznikla další modernizace označovaná T5C5 K2: Týkala se pouze 80 již modernizovaných vozů T5C5K. Spíše to však byla inovace než modernizace. Interiér pro cestující se sice nezměnil, ale provedeny byly: Úprava pro otvírání dveří a automatické zavírání, není-li zaznamenán žádný pohyb v prostoru dveří, modernizovány byly i dveřní pohony. Kalorifer pro vytápění kabiny a odmlžování čelního skla byl doplněn o termostat pro regulaci teploty. Dva původní čelní stěrače byly nahrazeny jedním robustním. Od roku 2012 pak byly zdvojeny a přesunuty do spodních rohů čelního skla, kde nebránily řidiči v rozhledu. Provedeno bylo ještě několik nepodstatných změn v obvodech mn. V článku  na maďarské Wikipedii „ČKD–BKV Tatra T5C5K“ (oddíl T5C5K2) jsou věty: „Jízda vozů se stala plynulejší a klidnější“ a „V roce 2017 byla dokončena renovace řady T5C5K“. To dost napovídá, avšak nic nevysvětluje. Vozy -K a K2 nebyly kompatibilní a nedaly se tedy spojovat. Avšak žádný vůz verze T5C5K již patrně neexistuje.
Od roku 2015 se mění typové označování na T5C5 K2M (použito M, neboť vozy jsou kompatibilní s typem -K2). Avšak (nespecifikovaně) je zasahováno i do řídící části. Mění se i někteří dodavatelé. Interiér dostal světlejší „citronově“ žlutou barvu místo oranžové, nouzové otevírání dveří, bezpečnostní kamerový systém, LED osvětlení pro cestující, vnější svítilny i transparenty s LED a kabina řidiče byla vybavena (později) klimatizací. Připomíná to též jen doplňování novými a modernějšími prvky. Snad jediným, který by reálně splňoval kritérium modernizace, se jeví nový systém sběrnice CAN, která by měla ovládat vše, tedy plné využití. Tato sběrnice byla již u vozů -K, ale využívaná pro diagnostické účely, pro řídící funkce omezeně. Pulzní regulace pohonu GANZ údajně zůstala. Modernizace má „postihnout“ opět i oněch 80 vozů -K2 (již potřetí). Tedy i verze T5C5 K2 skončí. Pro většinu vozů to však byla první zásadní modernizace. Zbývá 20 původních nemodernizovaných vozů: Záměr se 4 vozy již byl specifikován a 16 zbývajících má být modernizováno (na -K2M), případně prodáno. Provozované vozy tedy budou sjednoceny na typ T5C5 K2M. Tato poslední fáze začala v říjnu 2022. [7]

## Galerie

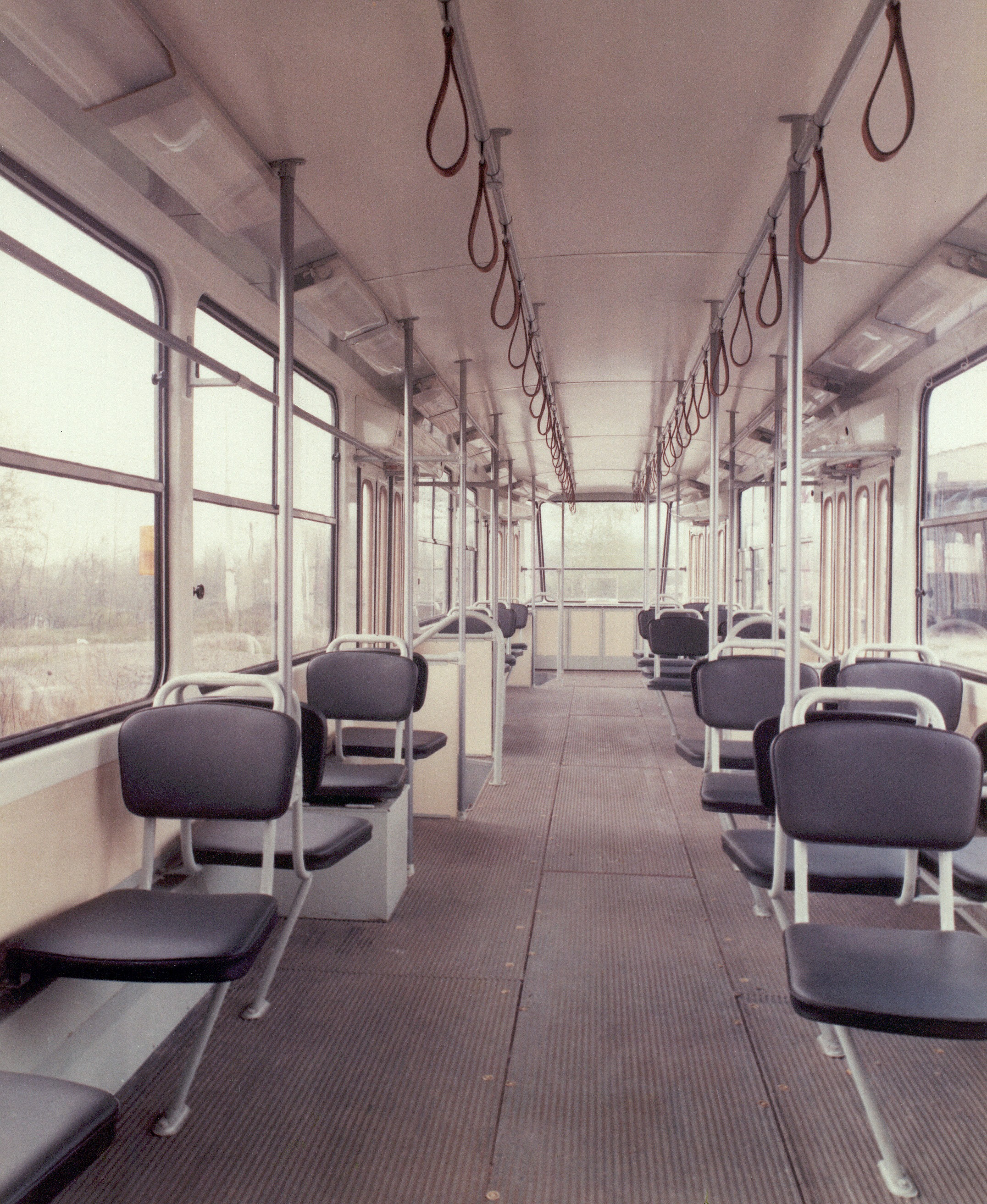
Původní interiér vozu T5C5H (prototyp)
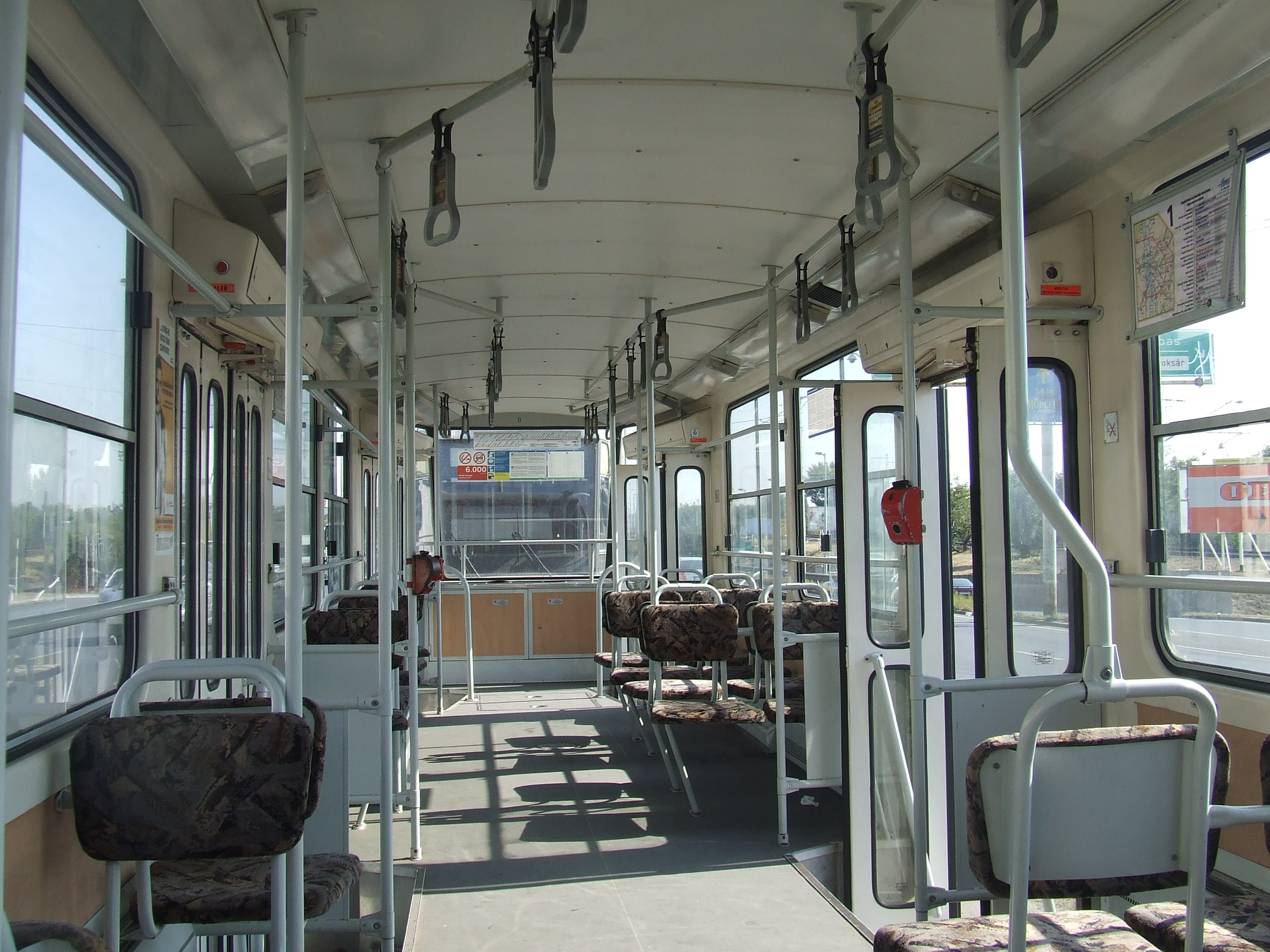
Inovace interiéru od roku 2000; Foto 2005
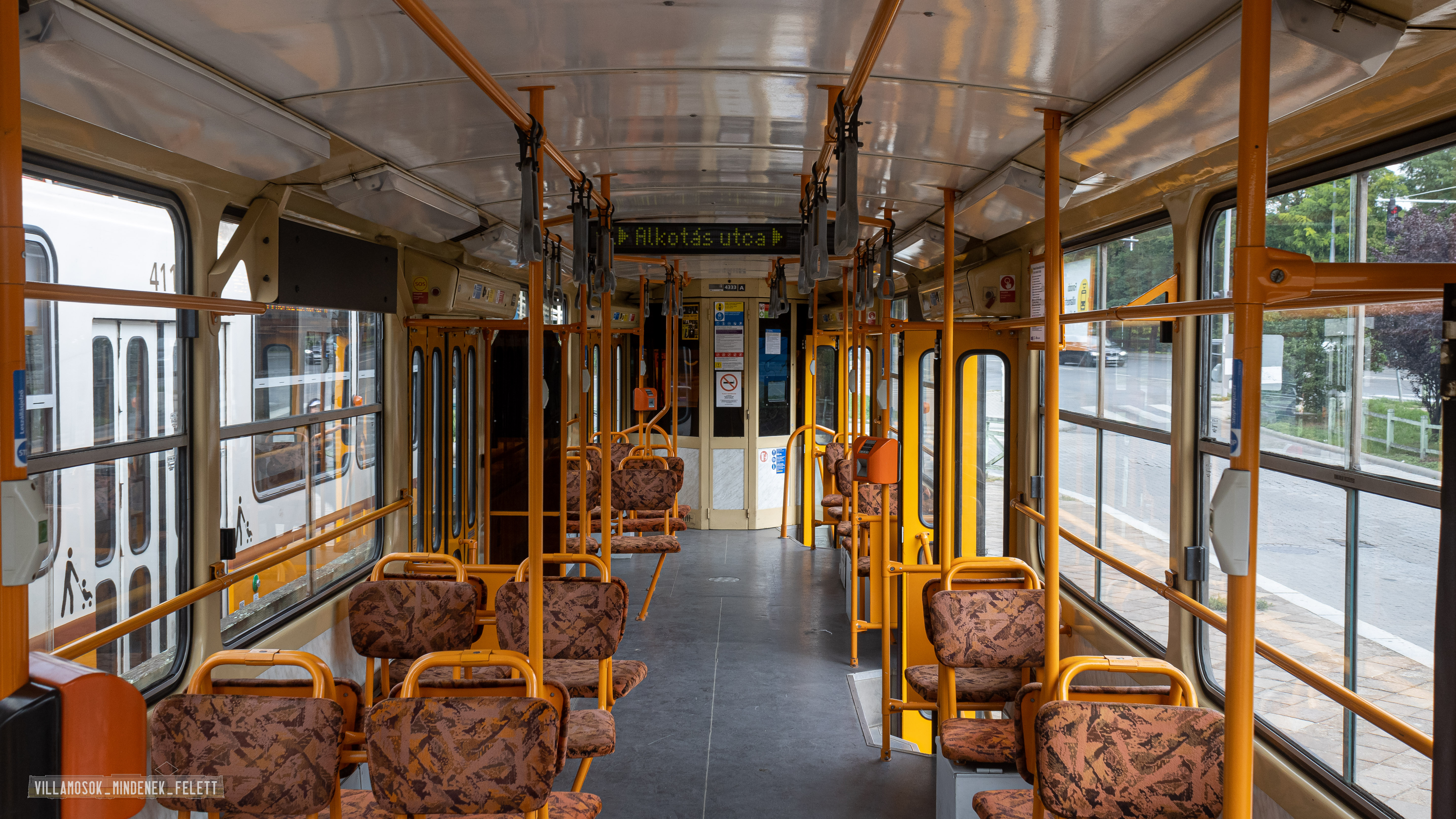
Interiér vozu #4333, nyní -K2; Foto 2022
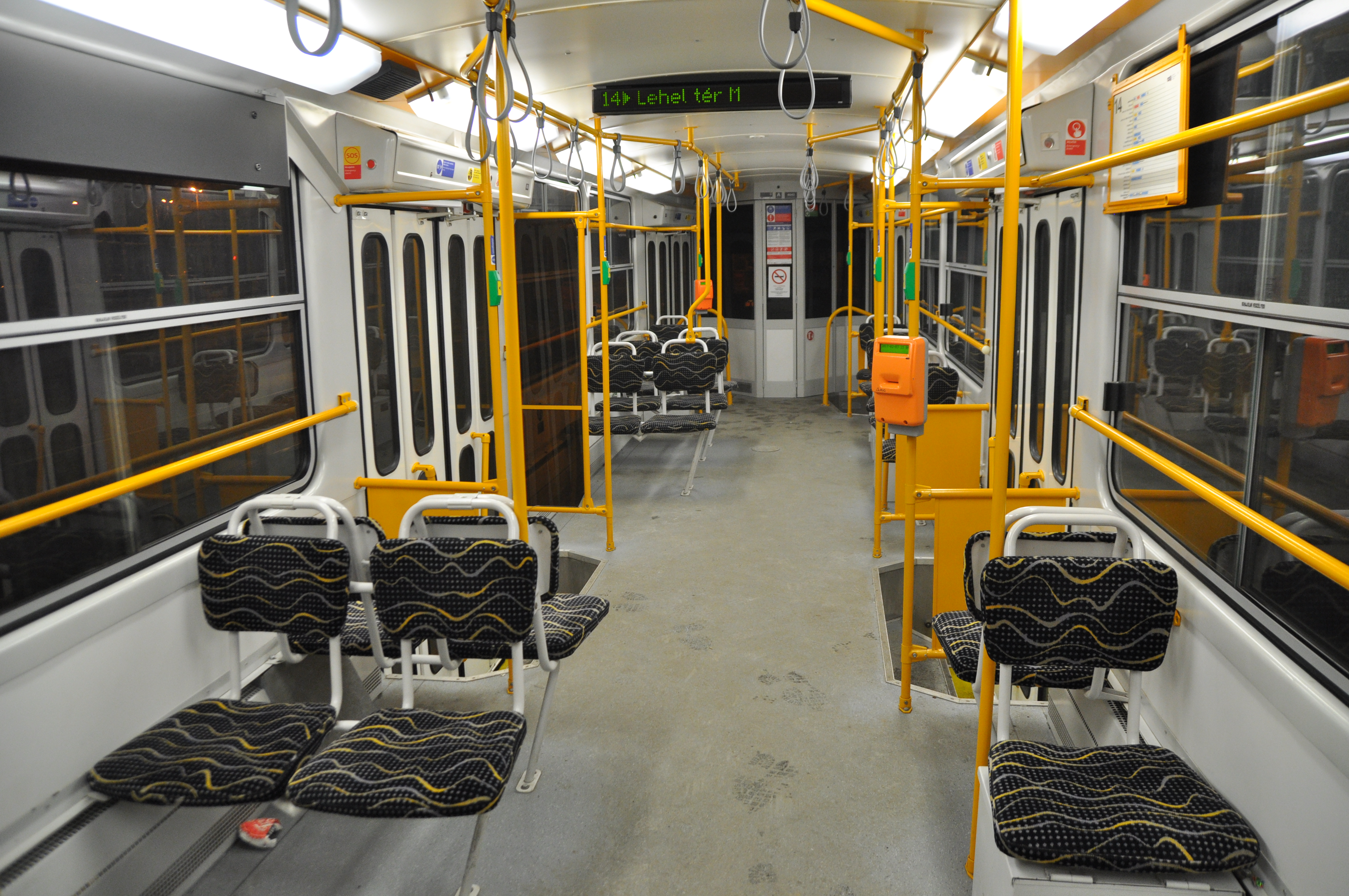
Interiér vozu T5C5 K2M; Foto 2017
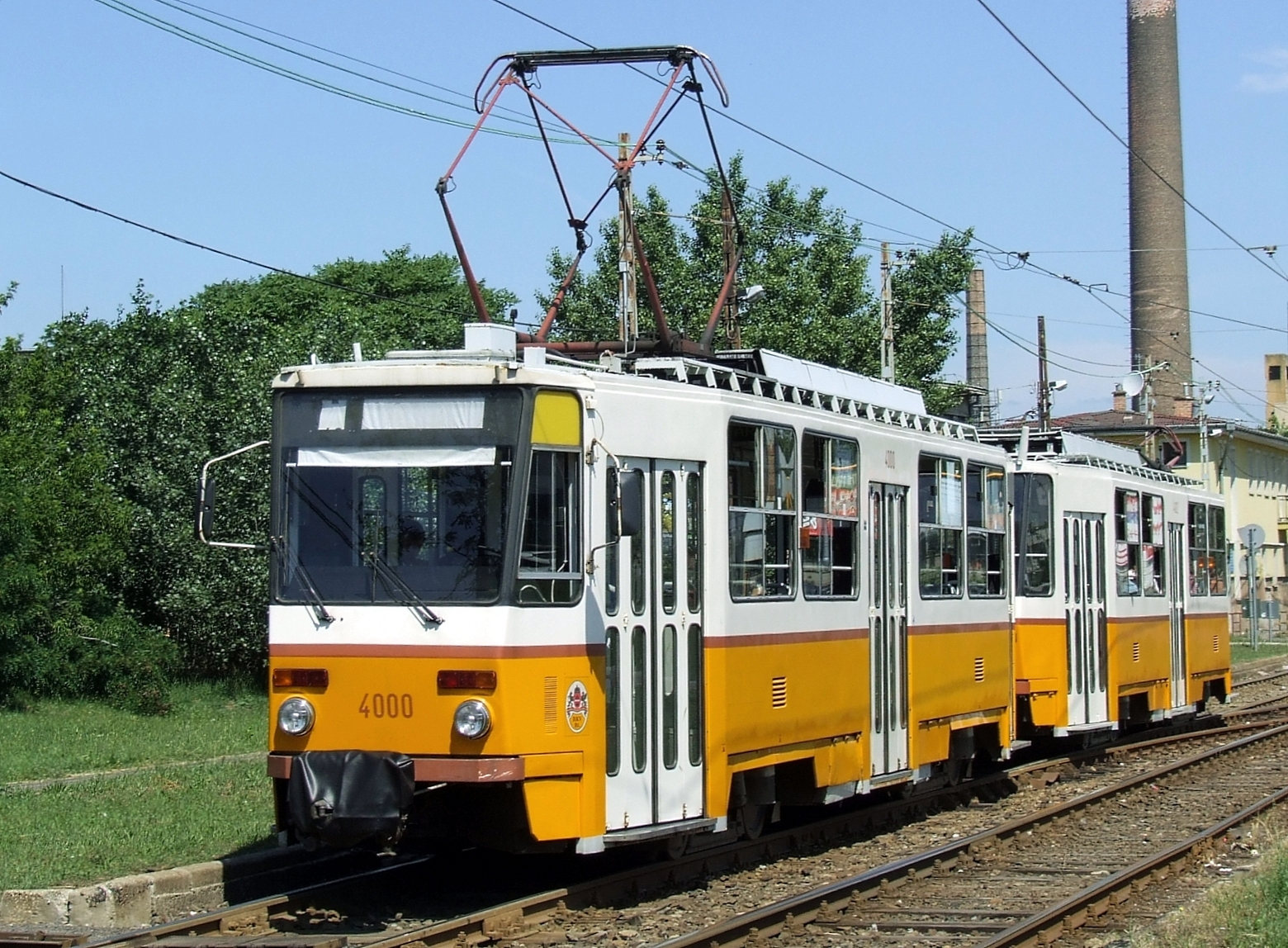
T5C5 (prototyp) #4000; Foto 2008
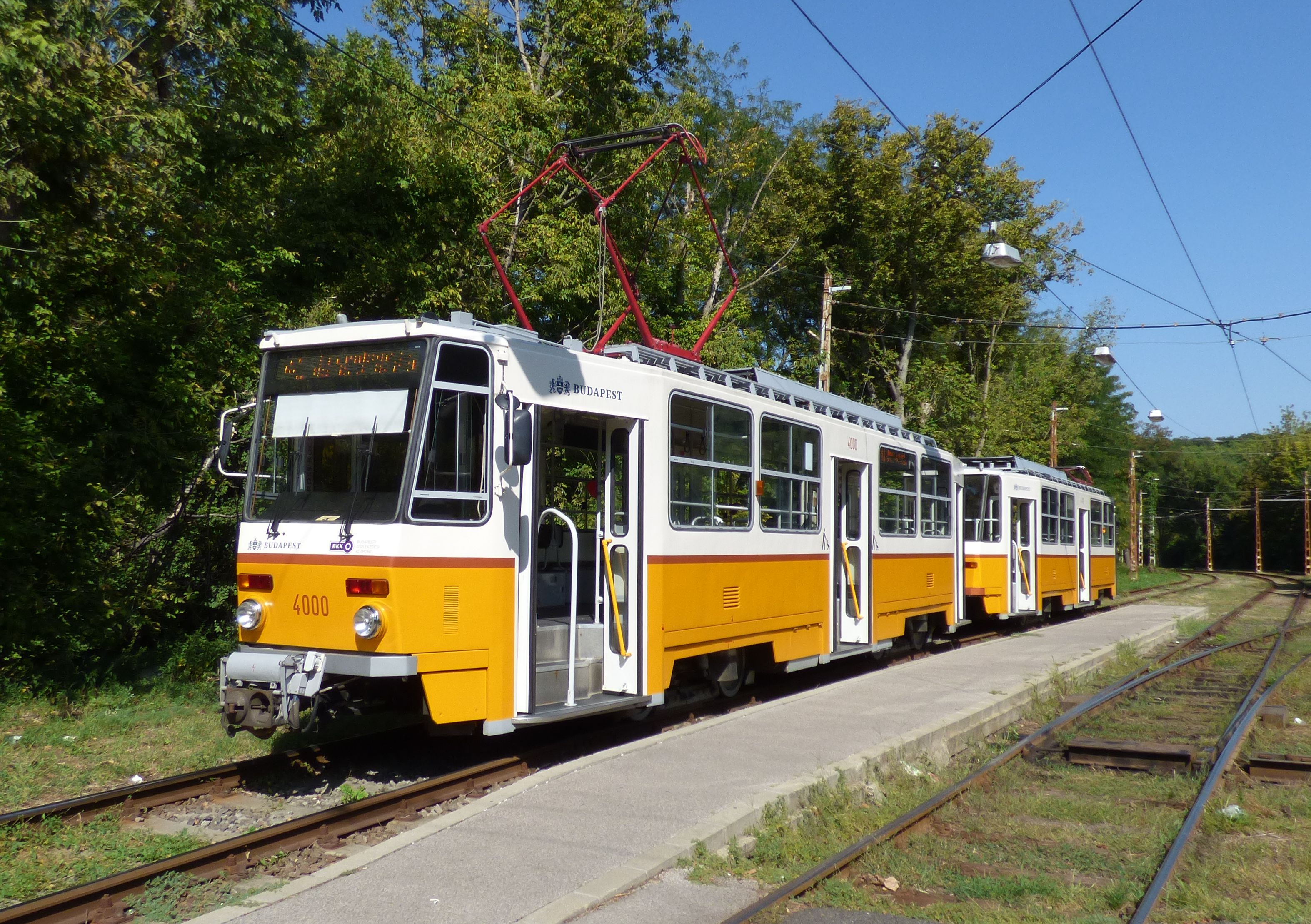
T5C5 (prototyp) #4000; Foto 2017
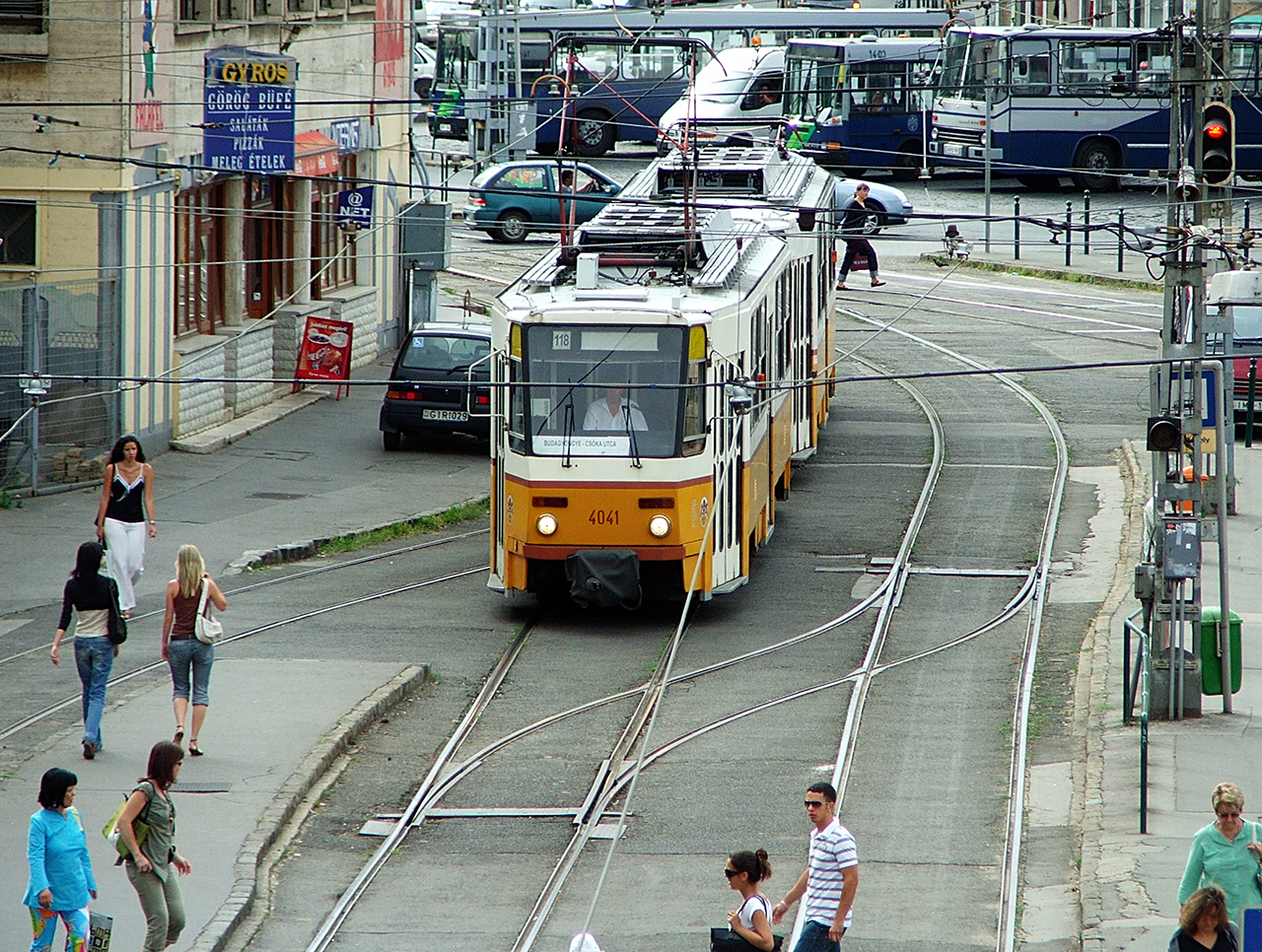
Střešní část T5C5 a pokročilý transparent
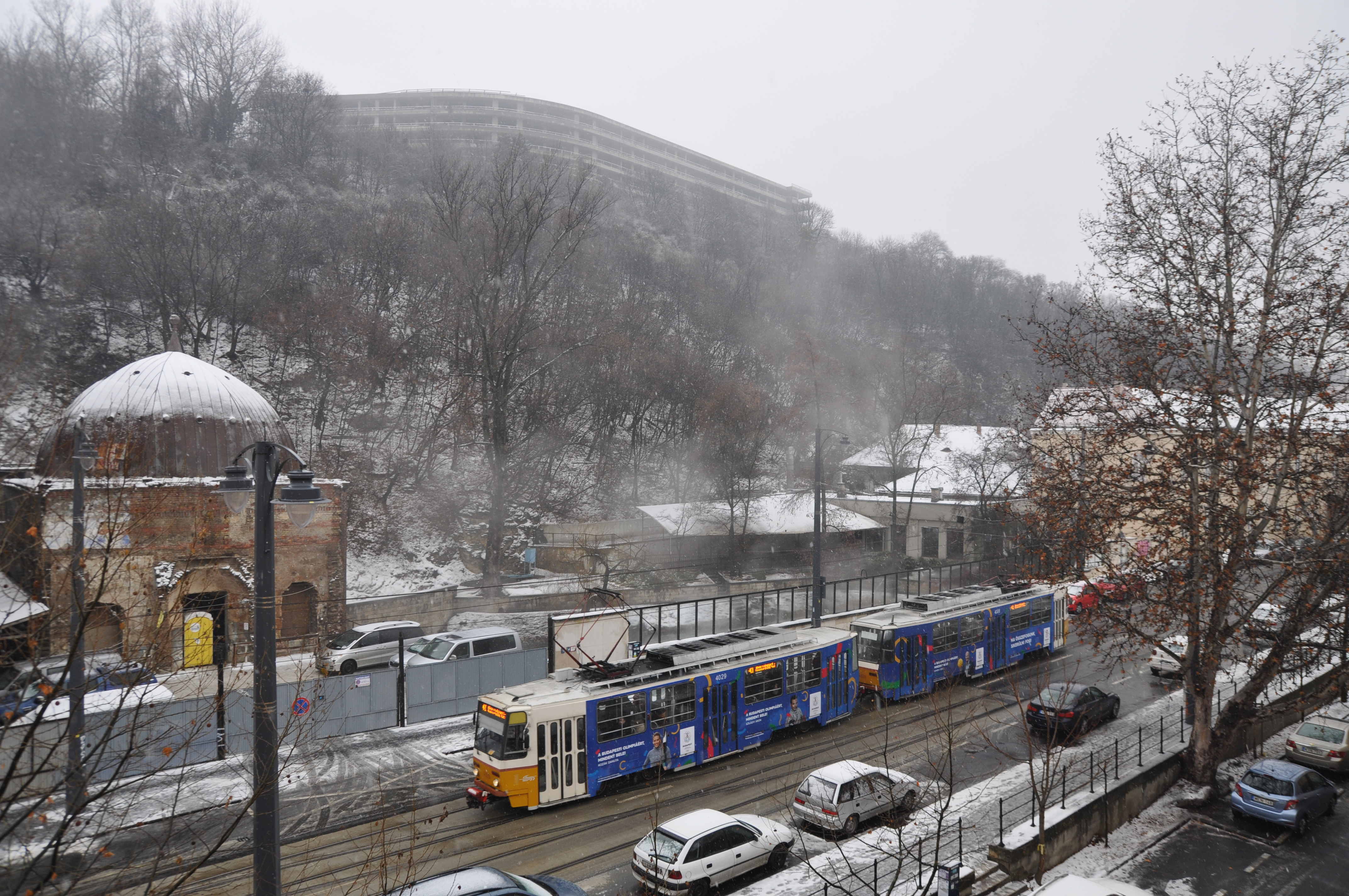
Pomalované T5C5, jen řidič má své
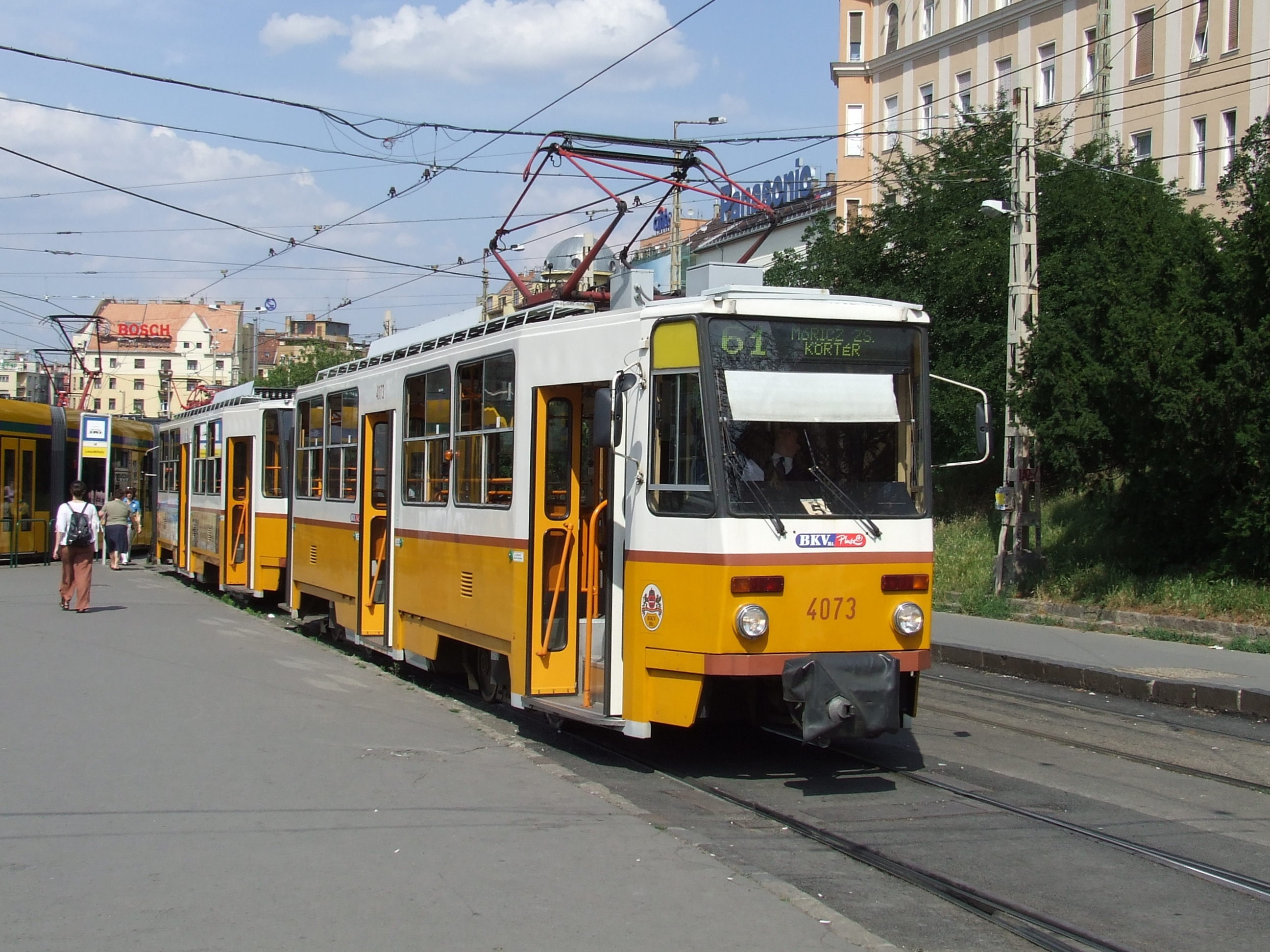
Tatra T5C5K; Foto 2009
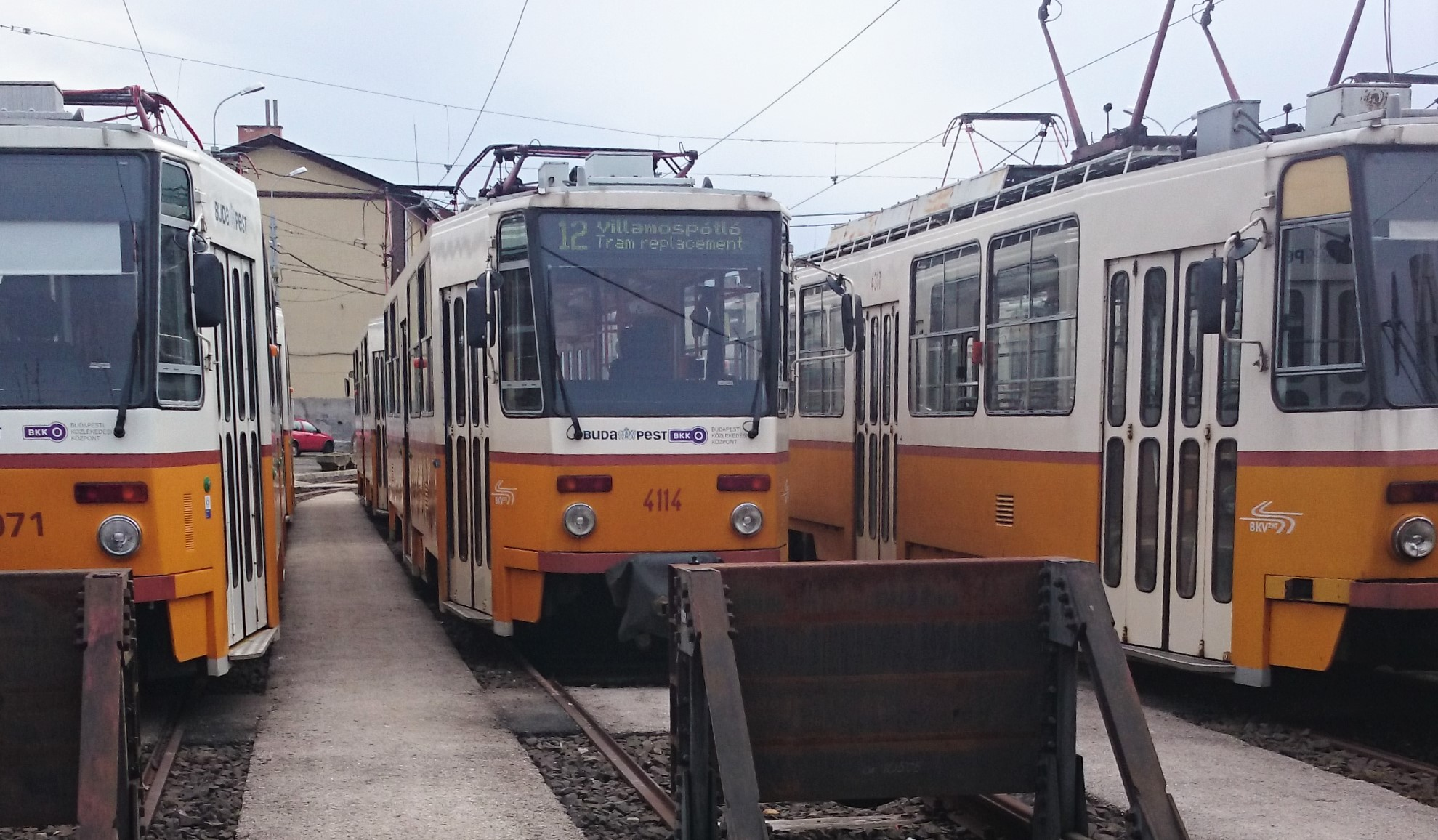

Komentář k modernizacím vozů T5C5
Galerie umožňuje porovnat jednotlivé stupně inovace vozů z hlediska estetiky, ale i komfortu pro cestující. Pro porovnání výchozího interiéru z doby dodání vozů je třeba nahlédnout do dostupného prospektu dodavatele (Pragoinvest + ČKD Tatra) [2] nebo na obrázek v galerii na pozici 1, kde jsou obrázky, připomínající spíše černobílé fotografie. Z nich je zřejmé, že dominantní byly stupně šedi (bílá až černá) a doplňková hnědá má k té šedé též  blízko. Tím byla celá škála barev vyčerpána. Toto se částečně přenáší i do 1.stupně inovace od r. 2000 (nikoliv modernizace), kde se ale barevná pestrost mírně zvýšila [obr.2 v galerii]. Zákonitě potom nastal u typů -K, -K2 skok do až přebarvenosti [obr.3]. A teprve u typu -K2M lze vidět zklidnění, prosvětlení a zvýšení kontrastnosti [obr.4].
Verze vozů lze zvenčí určit jen dle detailů (např. dveřních tlačítek, informačních panelů apod.).
Nejdůležitějším prvkem modernizace byl ale přechod od stykačového sérioparalelního spojení trakčních motorů, k výzbroji s pulzní regulací a rekuperací. Udávaná úspora energie je 1/3, což je i obvyklá hodnota. Často je však opomíjeno, že ani pulzní regulace není bezeztrátová a většina uspořené energie je ziskem z rekuperace (je-li možná). Cestující určitě ocenili plynulejší rozjezdy a brzdění. (U stykačové verze byly sice rozjezdy plynulé, ale při max. brzdění pod cca 7 km/h znatelně škubavé (důsledek proudových skoků při vyřazování brzdových rezistorů). Výrazné byly jen u 4 posledních kroků.
Jak ošemetné může být určení verze vozu, dokumentuje [obr.10]. Vůz 4114 je deklarován jako verze -K. Takřka vše nasvědčuje tomu, že to je -K. Je to ale  -K2, protože dvojice těchto stěračů se osazovala do spodních rohů čelního skla až od roku 2012, kdy už běžela 2. modernizace. Vůz vlevo je jednoznačně -K2M (všechny dveře mají dvojice tlačítek se svislými štítky, osazeny jsou LED informační panely). U -K2 zůstaly panely s překlápěcími body (flip-dot). Vůz vpravo (šedivé přídržné tyče v interiéru, žádná dveřní tlačítka, provazové ruční stahování pantografu…) jednoznačně inovovaná T5C5. Čelní informační panel s LED dostal i prototyp #4000 [obr.6].